# خليدية
خليدية هي مدينة تقع على بعد 30 كيلومترا جنوب تونس العاصمة على طول وادي مليان. تتبع إداريا ولاية بن عروس، و بلغ عدد سكانها 6731 نسمة. وهي بلدة زراعية تقع علي سهل مرناق، وتتمتع بأنشطة صناعية.